# Drapeau du Rojava

Drapeau du Rojava.

Le drapeau du Rojava est celui d'une « entité fédérale », l'Administration autonome du Nord et de l'Est de la Syrie ou Rojava, proclamée le 17 mars 2016 dans le Nord de la Syrie, représentant le Kurdistan syrien. C'est un drapeau tricolore avec des bandes horizontales jaune, rouge et verte,.
Le Rojava ou Kurdistan syrien ou Kurdistan occidental (en kurde : Rojavayê Kurdistanê ; en arabe : کوردستان السورية, Kurdistan Al-Suriya), plus généralement appelé Rojava (l'Ouest en kurde), est une région de facto autonome qui se trouve dans le Nord et le Nord-est de la Syrie. Le 17 mars 2016, les Kurdes de Syrie proclament une entité « fédérale démocratique » dans les zones contrôlées et qui comprennent notamment les trois « cantons » kurdes d'Afrine, de Kobané et de la Djézireh, dans ce qui était jusqu'à présent une zone d’« administration autonome ». Cette entité est également dénommée Rojava-nord de la Syrie. Cette déclaration a été faite à Rmeilane par le Parti de l'union démocratique (PYD) en présence d'autres partis kurdes, arabes et assyriens.